# Людиновское викариатство
Людиновское викариатство — викариатство Калужской и Боровской епархии Русской православной церкви.

## История
Учреждено решением Священного Синода Русской православной церкви 27 декабря 1996 года в помощь правящему епископу Калужской и Боровской епархии по управлению епархией.
16 марта 2012 года решением Священного Синода викарным епископом избран архимандрит Никита (Ананьев), клирик Калужской епархии.
2 октября 2013 года решением Священного Синода епископ Никита был назначен правящим епископом новоучреждённой Козельской епархии с титулом Козельский и Людиновский, в связи с чем Людиновское викариатство следует считать упразднённым.

## Епископы
- 27 декабря 1996 — 1 апреля 2011 — Георгий (Грязнов)
- 27 мая 2012 — 2 октября 2013 — Никита (Ананьев)